# Acrogonia sagittaria
Acrogonia sagittaria är en insektsart som först beskrevs av Walker 1858.  Acrogonia sagittaria ingår i släktet Acrogonia och familjen dvärgstritar. Inga underarter finns listade i Catalogue of Life.